# Wierzbica (gemeente in powiat Radomski)

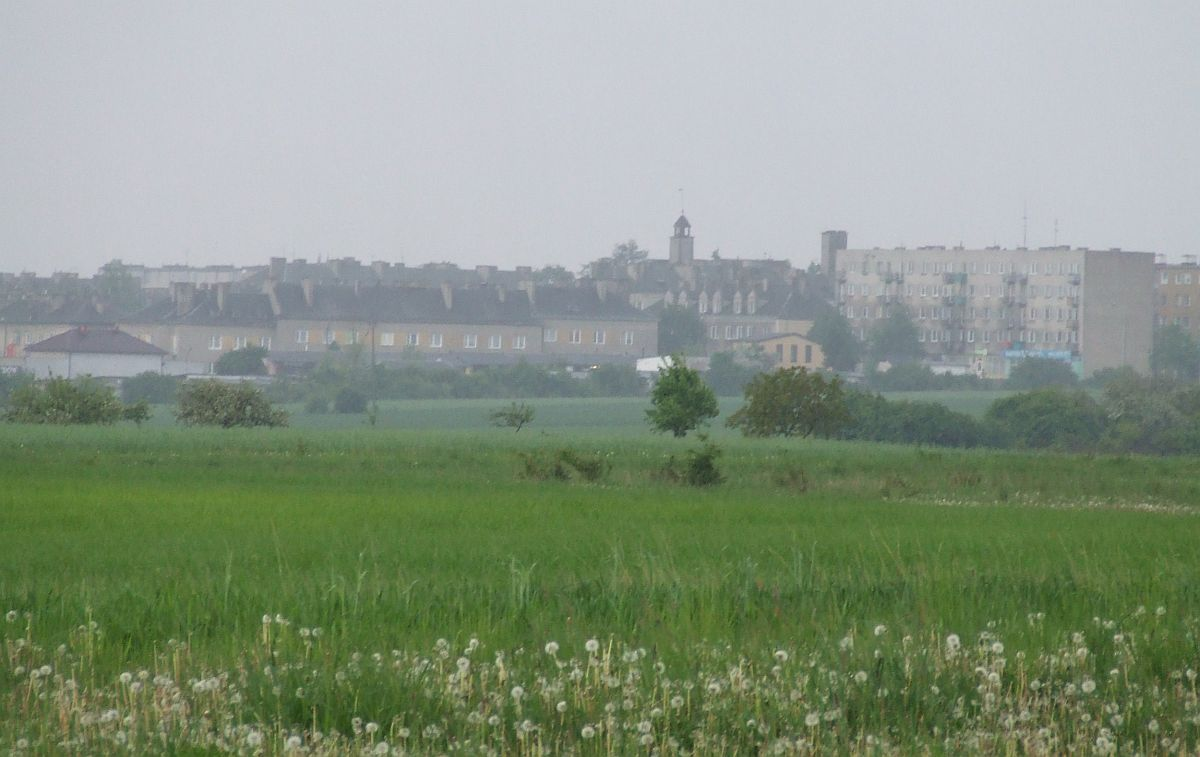
Wiezbica

De gemeente Wierzbica is een landgemeente in het Poolse woiwodschap Mazovië, in powiat Radomski.
De zetel van de gemeente is in Wierzbica.
Op 30 juni 2004 telde de gemeente 10 103 inwoners.

## Oppervlakte gegevens
In 2002 bedroeg de totale oppervlakte van gemeente Wierzbica 93,97 km², waarvan:
- agrarisch gebied: 90%
- bossen: 2%

De gemeente beslaat 6,14% van de totale oppervlakte van de powiat.

## Demografie
Stand op 30 juni 2004:
| Omschrijving                   | Totaal | Totaal | Vrouwen | Vrouwen | Mannen | Mannen |
| ------------------------------ | ------ | ------ | ------- | ------- | ------ | ------ |
| eenheid                        | aantal | %      | aantal  | %       | aantal | %      |
| inwoners                       | 10 103 | 100    | 4929    | 48,8    | 5174   | 51,2   |
| bevolkingsdichtheid (inw./km²) | 107,5  | 107,5  | 52,5    | 52,5    | 55,1   | 55,1   |

In 2002 bedroeg het gemiddelde inkomen per inwoner 1436,16 zł.

## Administratieve plaatsen (sołectwo)
Błędów, Dąbrówka Warszawska, Łączany, Podgórki, Polany, Polany-Kolonia, Pomorzany, Pomorzany-Kolonia, Ruda Wielka, Rzeczków, Stanisławów, Suliszka, Wierzbica, Wierzbica-Kolonia, Zalesice, Zalesice-Kolonia.

## Overige plaatsen
Głodna Wólka, Kolonia, Komorniki, Marianów, Osiedle, Pod Lasem, Podgórki-Kolonia, Resztówka, Wymysłów, Zalesice-Opoka, Zalesice-Rudna.

## Aangrenzende gemeenten
Iłża, Jastrząb, Kowala, Mirów, Mirzec, Orońsko, Skaryszew